# Gabonia nigroapicalis
Gabonia nigroapicalis is een keversoort uit de familie bladkevers (Chrysomelidae). De wetenschappelijke naam van de soort werd in 1997 gepubliceerd door Scherer & Boppre.